# Phytocoris catalinae
Phytocoris catalinae är en insektsart som beskrevs av Stonedahl 1988. Phytocoris catalinae ingår i släktet Phytocoris och familjen ängsskinnbaggar. Inga underarter finns listade i Catalogue of Life.